# Pokrok (Duchcov)
Pokrok (německy Fortschritt) je bývalá osada v okrese Teplice (administrativní součást nejprve Hrdlovky, pak Duchcova), zaniklá v osmdesátých letech 20. století kvůli těžbě hnědého uhlí.

## Historie
Osada Pokrok vznikla v návaznosti na zřízení Dolu Pokrok, po němž byla pojmenována. Důl Pokrok byl založen v roce 1871, první havíři však bydleli v hornické kolonii v nedaleké Hrdlovce. V blízkosti dolu postupně vznikla osada, která byla administrativně přičleněna k Hrdlovce. V osadě se uvádějí dva hostince, řeznictví a obchod se zbožím smíšeným.
Dne 3. ledna 1934 došlo v Oseku na dole Nelson III k výbuchu, při kterém zahynula téměř celá odpolední směna havířů. Někteří z nich byli obyvatelé Pokroku.
Velký rozvoj osady nastal v roce 1955, paradoxně v souvislosti se vznikem povrchového lomu Pokrok, který se nakonec stal příčinou jejího zániku. V Pokroku bylo zřízeno hřiště a klub mládeže, pracoval zde rovněž občanský výbor Národní fronty. V letech 1970–1975 byla zlikvidována Hrdlovka a Pokrok byl administrativně přičleněn k Duchcovu. Osada Pokrok byla zlikvidována v letech 1982–1986, obyvatelé byli přestěhováni na sídliště do Duchcova. Na území osady vznikla výsypka lomu Bílina, jejíž část byla později rekultivována a vznikl zde park Pokrok.